# 은빛 여울
《은빛 여울》은 1985년 9월 23일부터 이듬해 4월 11일까지 방영된 한국방송공사 1TV 일일연속극으로, 팔방미인 주인공을 중심으로 가족과 이웃의 이야기를 담은 드라마다.
| - 이순재 - 김소원 - 박근형 - 김자옥 - 노주현 - 김교순 - 임동진 - 황정아 - 임성민 - 김미숙 - 금보라 - 이청 - 전영미 - 전유진 - 안정훈 - 이민우 | - 극본 : 나연숙 - 연출 : 이종수 - 기술감독 : 김철규 - 조명감독 : 정석중 - 녹화 : 양세균 - 영상 : 이규헌 - 음향 : 김무남, 박광민, 홍준기 - 조명 : 성득경, 이정우 - 음악 : 백명제 - 효과 : 박용기 - 작곡 : 최종혁 - 미술감독 : 최연호 - 무대 디자인 : 김건필 - 장치 : 조종억 - 분장 : 전예출, 최효성 - 미용 : 김연순 - 의상 : 조만기 - 소품 : 박제관 - 타이틀 : 우종만 - 사진 : 김현웅 - 야외촬영 : 장태환, 성재환 - 야외조명 : 김부남 - 카메라 : 백남주, 이수정, 이도직 - 조연출 : 이종한 |

| 한국방송공사 1TV 일일연속극       | 한국방송공사 1TV 일일연속극                   | 한국방송공사 1TV 일일연속극        |
| 이전 작품                         | 작품명                                        | 다음 작품                          |
| --------------------------------- | --------------------------------------------- | ---------------------------------- |
| 고향 (1985년 4월 22일 ~ 9월 20일) | 은빛 여울 (1985년 9월 23일 ~ 1986년 4월 11일) | 여심 (1986년 4월 14일 ~ 12월 26일) |